# اسول بادو منساه
اسول بادو منساه (انگلیسی: Essul Badu Mensah; ۱۴ سپتامبر ۱۹۴۴ – ۱۱ نوامبر ۲۰۲۲) بازیکن فوتبال اهل غنا بود.
وی همچنین در تیم ملی فوتبال غنا بازی کرده‌است.